# Brasil nos Jogos Parapan-Americanos
O Brasil participou de todas as edições dos Jogos Parapan-Americanos realizadas até então e sediou o evento por uma ocasião, no Rio de Janeiro, em 2007.
Conquistou um total de 1.709 medalhas, sendo 740 de ouro e lidera o quadro geral de medalhas de quando somado todos os eventos.

## Quadro de medalhas
| Ano   | Sede             | Ouro | Prata | Bronze | Total | Pos. |
| ----- | ---------------- | ---- | ----- | ------ | ----- | ---- |
| 1999  | Cidade do México | 107  | 69    | 36     | 212   | 2    |
| 2003  | Mar do Prata     | 81   | 53    | 31     | 165   | 2    |
| 2007  | Rio de Janeiro   | 83   | 68    | 77     | 228   | 1    |
| 2011  | Guadalajara      | 81   | 61    | 55     | 197   | 1    |
| 2015  | Toronto          | 109  | 74    | 74     | 257   | 1    |
| 2019  | Lima             | 123  | 99    | 85     | 308   | 1    |
| 2023  | Santiago         | 156  | 98    | 89     | 343   | 1    |
| Total | Total            | 740  | 522   | 447    | 1709  | 1    |

## Medalhas por modalidade
| Modalidade                      | Ouro | Prata | Bronze | Total |
| Natação                         | 229  | 156   | 153    | 538   |
| Atletismo                       | 153  | 132   | 95     | 380   |
| Tênis de mesa                   | 60   | 42    | 41     | 143   |
| Judô                            | 17   | 15    | 15     | 47    |
| Levantamento de peso            | 16   | 12    | 19     | 47    |
| Bocha                           | 15   | 3     | 8      | 26    |
| Badminton                       | 13   | 13    | 5      | 31    |
| Ciclismo de estrada             | 9    | 5     | 4      | 18    |
| Taekwondo                       | 6    | 5     | 10     | 21    |
| Golbol                          | 6    | 1     | 1      | 8     |
| Futebol de cinco                | 5    | 0     | 0      | 5     |
| Tiro                            | 4    | 7     | 5      | 16    |
| Ciclismo de pista               | 4    | 2     | 6      | 12    |
| Voleibol sentado                | 4    | 2     | 0      | 6     |
| Futebol de sete                 | 4    | 0     | 0      | 4     |
| Tênis em cadeira de rodas       | 3    | 5     | 6      | 14    |
| Tiro com arco                   | 3    | 1     | 0      | 4     |
| Basquetebol em cadeira de rodas | 0    | 0     | 5      | 5     |
| Rugby em cadeira de rodas       | 0    | 0     | 1      | 1     |
| Total                           | 740  | 522   | 447    | 1709  |

## Brasil nos jogos

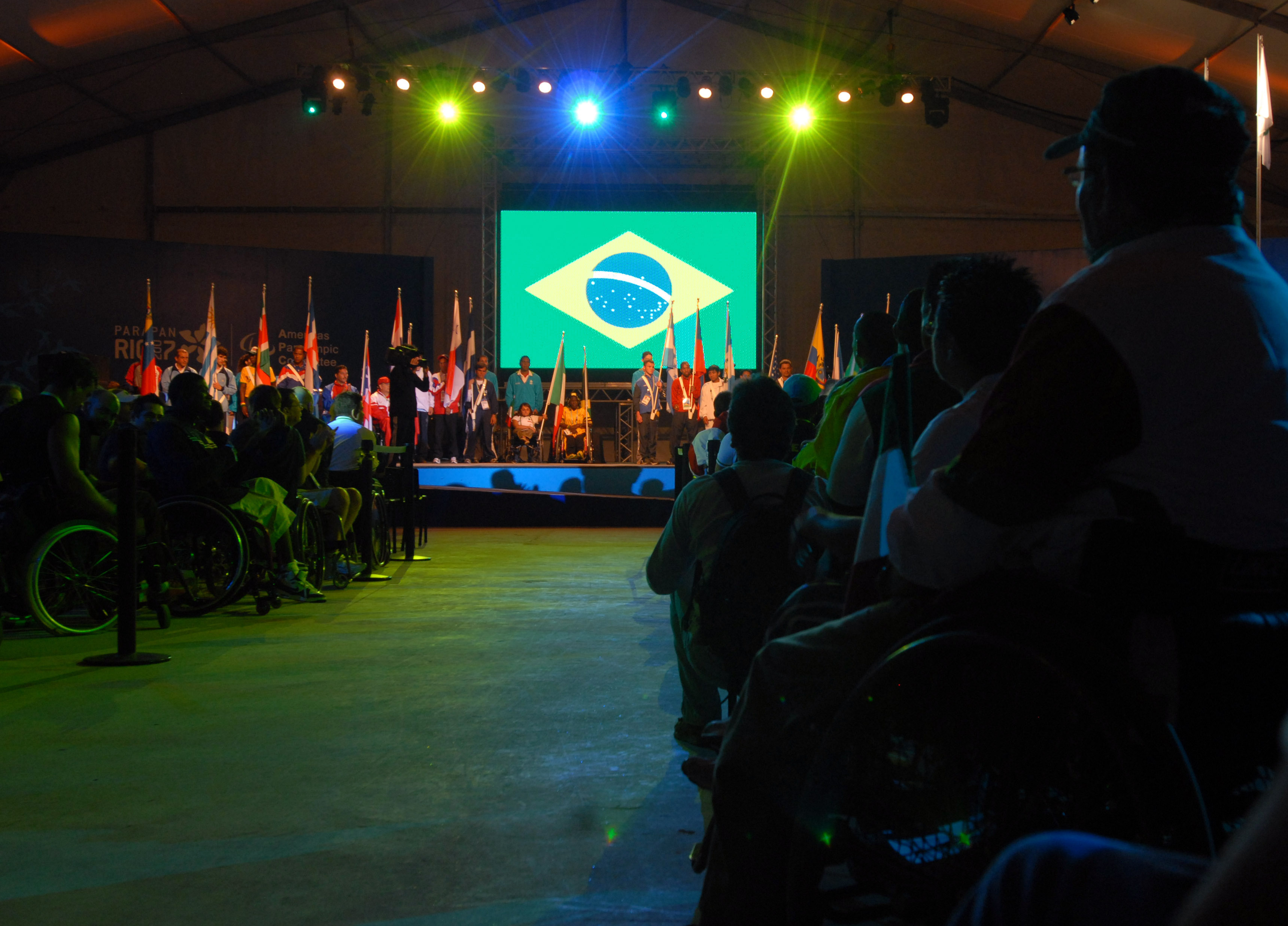
Bandeira brasileira em evento dos Jogos Parapan-Americanos de 2007, no Rio de Janeiro

Na primeira edição dos Jogos, em 1999, na Cidade do México o Brasil terminou a competição no segundo lugar geral do quadro de medalhas, atrás apenas do México, anfitrião, com 212 medalhas: 107 ouros, 69 pratas e 36 bronzes. Naquele Pan, a natação foi responsável pela quebra de 5 recordes mundiais e o nadador Luis Silva eleito o atleta dos jogos.
Mais quatro anos, em Mar do Prata, 2003, na Argentina, a delegação brasileira apresentou novamente um bom desemprenho e ficou novamente em 2º lugar no quadro de medalhas, mais uma vez o México liderou.
Em 2007, no Rio de Janeiro, o Brasil jogando em casa, fez valer o apoio da torcida e subiu no pódio mais vezes que qualquer outro país, conquistou 228 medalhas, sendo 83 de ouro.
Nos jogos de Guadalajara 2011, o Brasil pela segunda vez terminou na liderança da competição, conquistando ouro em quase todos os eventos, exceto o tiro com arco.
Em 2023, em Santiago, o Brasil conquistou seu melhor desempenho na competição: 156 ouros, 98 pratas e 89 bronzes, subindo ao pódio 343 vezes. Além disso, o Brasil foi medalhista em todas as modalidades nesta edição, não conquistando ao menos um ouro em apenas três esportes: basquete em cadeira de rodas, rugby em cadeira de rodas e tênis em cadeira de rodas. O maior medalhista do país em Santiago foi o nadador da classe S12 Douglas Matera, conquistando 8 medalhas de ouro.